# Karl Lamprecht
Karl Gotthard Lamprecht (Jessen, 25 de febrero de 1856-Leipzig, 10 de mayo de 1915) fue un historiador alemán, conocido principalmente por su implicación en la polémica sobre la metodología de la ciencia histórica (Methodenstreit der Geschichtswissenschaft). En sus investigaciones desarrolló una perspectiva económica, cultural y política, con especial atención a la Edad Media, si bien incorporó saberes de otros campos como la psicología, la sociología, la antropología o la historia del arte, disciplinas por aquel entonces en proceso de institucionalización en las universidades alemanas, a las que a su vez contribuyó. Este enfoque quedó patente en su Historia alemana (Deutsche Geschichte, 12 vols., 1891-1909), un ambicioso proyecto en el que esperaba condensar la historia alemana al completo, y que desencadenó una disputa metodológica dentro de los círculos académicos e historiográficos germanoparlantes. 

## Vida

### Juventud y formación
Karl Lamprecht nació el 25 de febrero de 1856 en Jessen, en la provincia prusiana de Sajonia, hijo del párroco Carl Nathanael Lamprecht (1804-78). A diferencia de su hermano mayor Hugo, quien estudió Teología —como su padre— y se convirtió en superintendente, Karl optó por estudiar Historia. Tras finalizar su formación en los Gymnasien de Wittemberg y Schulpforta, en 1874 ingresó en la Universidad de Gotinga para cursar dicha carrera, que continuaría en Leipzig y Múnich. Durante estos años, Lamprecht participó en numerosas actividades estudiantiles, en especial los coros: en Gotinga, los Cantantes Azules, fundado en 1860 y parte de la Sonderhäuser Verband; en Leipzig, el Coro de St. Pauli en el Coro Alemán, del que más tarde sería miembro de honor; y en Múnich, el Coro Académico de la Sonderhäuser. En su posterior estancia en Bonn también sería miembro de la asociación de cantantes Makaria Bonn; además, años después se convertiría en miembro honorario de la fraternidad León Rojo de Leipzig. También asistió a las conferencias de filosofía impartidas por Rudolf Hermann Lotze en Gotinga y Wilhelm Wundt en Leipzig.
La preocupación de Lamprecht por la historia económica creció bajo la influencia del economista Wilhelm Roscher. En 1878 recibió el doctorado por la Facultad de Filosofía de la Universidad de Leipzig, supervisado por el propio Roscher y el historiador Carl von Noorden, con la disertación Contribuciones a la historia de la vida económica francesa en el siglo xi. Debido a la muerte de su padre ese mismo año, Lamprecht no pudo optar al cargo de profesor asociado (Privatdozent), sin un salario fijo y dependiente de los fondos universitarios. Así, en 1879 se presentó al examen estatal de ingreso a las plazas de educación secundaria, que superó, junto con el correspondiente año de prueba. Por aquel entonces se convirtió en tutor del banquero Ludwig Deichmann, instalado en Colonia, donde también conoció al industrial Gustav von Mevissen. Una beca de este último le permitió desarrollar sus investigaciones sobre la historia económica renana, y junto a él fundaría en 1881 la Academia de Investigación Histórica Renana (Gesellschaft für Rheinische Geschichtskunde). Además, en colaboración con Felix Hettner, director del Museo Provincial de Tréveris, entre 1881 y 1891 editó la Westdeutsche Zeitschrift für Geschichte und Kunst.

### Primeras publicaciones
Lamprecht completó su habilitación como profesor asociado en la Universidad de Bonn, junto a Wilhelm Maurenbrecher, con un trabajo sobre el cronista del siglo xv Dietrich Engelhus, aprobado en julio de 1880. En 1885 obtuvo el cargo de Professor extraordinarius, para cinco años después acceder al puesto de profesor titular (Ordinarius) en la Universidad de Marburgo, en substitución de Conrad Varrentrapp, quien se había trasladado a Estrasburgo. Asimismo, durante esta década colaboró en el proyecto editorial Las crónicas de las ciudades alemanas (Die Chroniken der deutschen Städte), de la Comisión Histórica de la Academia de las Ciencias de Baviera, bajo la dirección de Karl Hegel.
Ya en 1891, sucedió al difunto Georg Voigt en la cátedra de Historia Medieval y Moderna de la Universidad de Leipzig; de esta manera, se convertía en el segundo director del Seminario Histórico junto a Maurenbrecher —a quien debía su nombramiento en Leipzig—. Lamprecht sería el único director del seminario (hasta su propio deceso) tras la muerte de Maurenbrecher en noviembre de 1892, y al mes siguiente ingresó como miembro de pleno derecho en la Real Academia Sajona de Ciencias. De su período en Leipzig cabe destacar dos iniciativas. Por un lado, la fundación junto al geógrafo Friedrich Ratzel del Seminario Histórico-geográfico en 1898, secundado en 1906 por el Seminario de Historia Regional e Investigación de Asentamientos (Seminars für Landesgeschichte und Siedlungskunde), que dirigió Rudolf Kötzschke. Por otra parte, desde su puesto como rector en 1910-11, trabajó en la reforma de los estudios y fortaleció la posición del consejo estudiantil en la constitución universitaria.
No obstante, su labor trascendió el ámbito universitario. En 1896 había participado en la fundación de la Real Comisión Sajona de Historia; y, en 1909, colaboró en la creación del Real Instituto Sajón de Historia Cultural y Universal, el primer instituto alemán de humanidades independiente de la Universidad, aunque directamente subordinado al Ministerio Prusiano de Ciencia, Arte y Cultura. Asimismo, se conocen planes para la fundación de otros diez institutos. También fue miembro de la pangermanista Alldeutscher Verband y la Sociedad Universitaria de Pedagogía, de la que llegaría a ser presidente en 1911. A través de estos círculos y organizaciones, Lamprecht tuvo contacto con importantes intelectuales y científicos de su época, entre otros el psicólogo Wilhelm Wundt y el químico Wilhelm Ostwald.

### Desarrollo científico
En el último cuarto del siglo xix, la vida académica y la historiografía germanoparlantes estaban dominadas por las posturas neorrankeanas. Frente a este enfoque descriptivo, Lamprecht enfatizó la importancia de la historia cultural, los factores materiales y los grupos o asociaciones; buscaba mostrar el hecho histórico no «cómo realmente fue» (wie es eigentlich gewesen [ist]), sino «cómo resultó» (wie es geworden [ist]). El individualismo imperante y la creencia de que los grandes hombres hacían la historia no eran para Lamprecht más importantes que el medio ambiente y, sobre todo, el desarrollo económico; al mismo tiempo, las regularidades históricas podían descubrirse sin por ello negar la libertad del individuo.
De esta manera, al contrario que Jackob Burckhardt —uno de los grandes académicos del momento—, Lamprecht centró sus estudios en el período medieval, en lugar de en el Renacimiento, cuando a su juicio se habría desarrollado dicho individualismo. Esta preferencia respondía a la consideración romántica de que en la Edad Media se encontraban las raíces de la nación y el pueblo alemanes, con el estilo gótico como su expresión artística. En sus propias palabras:

[...] sicher aber ist es, dass mit der Stammesbildung eine neue Epoche deutscher Geschichte begann, welche bis zur politischen Einheit Deutschlands im 10. Jahrhundert und bis zur volkstümlichen Erkenntnis der eigenen Nationalität in den folgenden Jahrhunderten geführt hat.
[...] no obstante, sí es cierto que con la formación tribal comenzó una nueva época en la historia alemana, la cual condujo a la unidad política de Alemania en el siglo x y al reconocimiento popular de su propia nacionalidad en los siglos siguientes.
Karl Lamprecht, Initial-Ornamentik des VIII. bis XIII. Jahrhunderts, Leipzig, Dürr, 1882, p. 3.

### Disputa metodológica de la ciencia histórica
A raíz de la publicación de los primeros volúmenes de su Deutsche Geschichte (12 vols., 1891-1909), durante la década de 1890 se desató una disputa en torno al método propio de la ciencia histórica (Methodenstreit der Geschichtswissenschaft). Esta se debía no tanto al énfasis en la historia cultural o económica como a la cuestión de qué tipo de historiografía podría satisfacer las nuevas exigencias de la sociedad y las ciencias naturales.
Lamprecht creía que los elementos culturales y económicos ocupaban un lugar predominante frente a los aspectos políticos e individuales. Ya de joven, influenciado por Wilhelm Roscher, se había centrado en diversas cuestiones de historia económica. Asimismo, rechazaba la concepción descriptiva tal y como la habían defendido Ranke y sus discípulos. En consecuencia, veía el Estado y los acontecimientos, componentes fundamentales de la historiografía política rankeana, como fenómenos secundarios ante las «regularidades» (Gesetzmäßigkeiten) subyacentes. En su concepción de la historia universal y la teoría de la psicogénesis, aparece como una clara influencia la Völkerpsychologie de Wilhelm Wundt.
Con base en estas ideas, Lamprecht concluyó que el desarrollo histórico de la conciencia nacional podía periodizarse según varias «épocas culturales» (Kulturzeitalter), cada una equivalente a un determinado estadio del desarrollo cultural y económico. La Deutsche Geschichte, en concreto, retrataba la civilización alemana como una progresión secular ordenada a través de dichas épocas culturales sucesivas. La secuencia elaborada por Lamprecht fue la siguiente:
- Simbolismo (desde «el momento precedente que aún nos es accesible en las fuentes» hasta el siglo x), caracterizado por una economía de ocupación (conquista).
- Tipismo (siglos x-xiii), con una economía natural basada en el mercado.
- Convencionalismo (siglos xiii-xv), de economía natural señorial.
- Individualismo (siglo xvi), una economía monetaria y comercio cooperativo.
- Subjetivismo (desde mediados del siglo xviii), marcado por una economía monetaria y la industria y el comercio individuales.

Weiterhin aber lassen sich die genannten grossen Wirtschaftsstufen in zwei Perioden zerlegen. Die Einverleibung der neuen wirtschaftliche Kraft, von der jedes Zeitalter den Namen trägt, erfolgt nämlich anfangs stets in kollektiven Vorgehen, später in individuellem. So wird z. B. in der deutschen Geschichte die Naturalwirtschaft eingeleitet durch die Periode der markgenössischen Kultur, der dann die Periode der grundherrlichen folgt, und die Geldwirtschaft weist anfangs eine Zeit genossenschaftlicher Bewältigung des Handels und der Industrie auf (Gilde und verwandte Bildungen, Zünfte), bevor die individuelle einsetzt. [...]

Teilt man nun aber die grossen Zeitalter der Volkswirtschaft in diese Unterperioden, so entsprechen diese innerhalb der deutschen Geschichte chronologisch ganz den Zeitaltern des Symbolismus, des Typismus, des Konventionalismus, des Individualismus und des Subjektivismus.
Sin embargo, las principales fases económicas mencionadas se pueden dividir además en dos períodos; puesto que, al principio, la incorporación de la nueva fuerza económica siempre ocurre en un procedimiento colectivo, más tarde en uno individual. Así, por ejemplo, en la historia alemana, la economía natural comenzó mediante el período de la cultura cooperativa de mercado, a la que luego siguió el período de la señorial, y la economía monetaria presenta una época de gestión cooperativa del comercio y la industria (gremios y formaciones relacionadas, corporaciones) antes de que comience la individual. [...]

No obstante, si se dividen las principales eras de la economía nacional en estos subperíodos, entonces, dentro de la historia alemana se corresponden cronológicamente al completo con las eras del simbolismo, el tipismo, el convencionalismo, el individualismo y el subjetivismo.
Lamprecht, «Was ist Kulturgeschichte?», pp. 129-130.

En cuanto a los fenómenos de finales del siglo xix, percibidos en clave decadentista, ofreció una explicación centrada en las tensiones, la saturación y el cansancio excesivos de los empresarios burgueses, víctimas de la «vertiginosa medida del tiempo» (rasenden Zeitmaß) de la sociedad que ellos mismos habían creado.
La postura de Lamprecht suscitó resistencias de gran parte de los historiadores académicos alemanes, pues trascendía los límites conceptuales de la disciplina; en especial de los «neorankeanos» como Georg von Below, Max Lenz y Felix Rachfahl, quienes lo acusaron de citación indebida. También recibió críticas de otras figuras importantes en el campo de las ciencias sociales, caso de Hans Delbrück, Friedrich Meinecke, Hermann Oncken, Max Weber y Gustav von Schmoller. El hecho de que el socialdemócrata Franz Mehring escribiese una reseña favorable del primer volumen de su Deutsche Geschichte no hizo sino agravar las acusaciones de positivistas y materialistas. La personalidad combativa e infatigable de Lamprecht, que le ayudaba a trabajar de manera rápida —y a menudo descuidada— también contribuyeron a la polémica, pues sus detractores no tardaron en señalar sus numerosos errores factuales y conceptuales. La crítica se centraba tanto en su concepción teórica de un enfoque amplio para el estudio de la historia como en las inconsistencias y errores documentales de su trabajo.
La mayoría de historiadores alemanes rechazaron el enfoque metodológico de Lamprecht y desestimaron la Deutsche Geschichte antes de que la hubiese completado. Uno de sus detractores más vehementes, Georg von Below, recomendó «emplear el hacha» (die Axt gebrauchen) con su trabajo. Entre los involucrados en la «disputa Below-Lamprecht», el historiador Karl Hegel —hijo del filósofo—, aun adoptando una postura clara, emitió un juicio equilibrado, sin adscribirse a ninguna escuela, algo agradecido por todos. De este modo, Lamprecht quedó aislado en el gremio historiográfico alemán. No obstante, su concepción de la historia cultural tuvo una recepción positiva en Francia, con una gran influencia en Henri Pirenne —con quien tendría varios malentendidos— y la historia estructural de la Escuela de los Annales.

### Vida personal
Lamprecht se casó con Mathilde Mühl (1860-1920) y tuvieron dos hijas: Marianne y Elisabeth Lamprecht. Su tumba se encuentra en el cementerio de Schulpforta.

## Obra

### Deutsche Geschichte
- Deutsche Geschichte, 12 vols. (más 2 incompletos), Berlín, R. Gaertners, 1891-1909.
- Deutsche Geschichte, 12 en 9 vols., Berlín, Hermann Heyfelder y Weidmannsche Buchhandlung, 1906-1911.
  - Primera parte: Urzeit und Mittelalter. Zeitalter des symbolischen, typischen und konventionellen Seelenlebens, vols. 1-4.
  - Segunda parte: Neuere Zeit. Zeitalter des individuellen Seelenlebens, vols. 5-7.
  - Tercera parte: Neueste Zeit. Zeitalter des subjektiven Seelenlebens. vols. 8-11.
  - Volumen final: Anhang, Bibliographie, Register, vol. 12.
  - Tres volúmenes suplementarios: Zur jüngsten deutschen Vergangenheit.
    - Primer volumen: Tonkunst – Bildende Kunst – Dichtung – Weltanschauung.
    - Segundo volumen, parte primera: Wirtschaftsleben – Soziale Entwicklung.
    - Segundo volumen, parte segunda: Innere Politik – Äußere Politik.

### Otras obras
- Deutsches Wirtschaftsleben im Mittelalter. Untersuchungen über die Entwicklung der materiellen Kultur des platten Landes auf Grund der Quellen zunächst des Mosellandes, 3 en 4 vols., Leipzig, Alphons Dürr, 1885-1886.
  - Primer volumen, parte primera: Darstellung, 1885.
  - Primer volumen, parte segunda: Darstellung, 1885.
  - Segundo volumen: Statistisches Material. Quellenkunde, 1885.
  - Tercer volumen: Quellensammlung, 1885
- Die Chroniken der westfälischen und niederrheinischen Städte. Dortmund, Neuß, dirigido junto con Johannes Franck, Joseph Hansen, Carl Nörrenberg y Adolf Ulrich, vol. 1, Leipzig, Hirzel, 1887.
- Alte und neue Richtungen in der Geschichtswissenschaft, Berlín, R. Gaertner, 1896.
- Die kulturhistorische Methode, Berlín, R. Gaertner, 1900.
- Deutsche Geschichte der jüngsten Vergangenheit und Gegenwart, 2 vols., Berlín, Weidmann, 1912-1913.
  - Primer volumen: Geschichte der wirtschaftlichen und sozialen Entwicklung in den siebziger bis neunziger Jahren des 19. Jahrhunderts, 1912.
  - Segundo volumen: Geschichte der inneren und äußeren Politik in den siebziger bis neunziger Jahren des 19. Jahrhunderts, 1913.
- Deutscher Aufstieg, 1750–1914. Einführung in das geschichtliche Verständnis der Gegenwart zur Selbstbelehrung für jedermann zum Gebrauche bei Vorträgen und zum Schulgebrauch, Gotha, F. A. Perthes, 1914.
- Rektoratserinnerungen, editado por Arthur Köhler, Gotha, F. A. Perthes, 1917.